# Medetera excavata
Medetera excavata är en tvåvingeart som beskrevs av Becker 1922. Medetera excavata ingår i släktet Medetera och familjen styltflugor.
Artens utbredningsområde är Peru. Inga underarter finns listade i Catalogue of Life.